# Konditionalitätsmechanismus
Der Konditionalitätsmechanismus (Konditionalität, lateinisch conditio, vereinfacht auch Rechtsstaatsmechanismus genannt) ist eine Maßnahme zum Schutz des Haushalts der Europäischen Union nach der Verordnung (EU, Euratom) 2020/2092 (sog. Konditionalitätsverordnung). Er bezeichnet die im Falle von Verstößen gegen die Grundsätze der Rechtsstaatlichkeit in den Mitgliedstaaten von der Europäischen Kommission zu ergreifenden Maßnahmen, um eine ordnungsgemäße Verwendung der EU-Mittel in dem betreffenden Mitgliedstaat zu gewährleisten.

## Geschichte
Die Befürchtungen, dass eine Beeinträchtigung der Rechtsstaatlichkeit in einem Unionsmitgliedstaat zu Beeinträchtigungen auch in anderen Unionsmitgliedstaaten bzw. der Europäischen Union führen kann, sind seit längerer Zeit vorhanden. Bereits das Beitrittsgesuch Griechenlands wurde wegen der Militärdiktatur (1967–1974) nicht weiter behandelt und Griechenland konnte erst 1981 nach Beendigung der Militärdiktatur der damaligen EWG beitreten. Ähnlich in Spanien und Portugal. Wegen der geplanten Koalition von Österreichischer Volkspartei (ÖVP) und Freiheitlicher Partei Österreichs (FPÖ) unter dem Rechtspopulisten Jörg Haider in der österreichischen Bundesregierung Schüssel I wurde durch einige der Unionsmitgliedstaaten mit Sanktionen im Jahr 2000 vorgegangen.
Im Juli 2020 einigte sich der Europäische Rat darauf, rechtsstaatliche Auflagen einzuführen, wodurch die Zuwendung von EU-Mitteln an einen Unionsmitgliedstaat von der Achtung der Rechtsstaatlichkeit abhängig gemacht werden kann. Am 7. Oktober 2020 wurde ein Bericht des Abgeordneten Michal Šimečka vom Europäischen Parlament angenommen, in welchem ein Mechanismus gefordert wurde, um auch finanzielle Sanktionen gegen einen Unionsmitgliedstaat zu ermöglichen, der rechtsstaatliche Grundsätze missachtet.
Unter der  Deutschen EU-Ratspräsidentschaft 2020 haben sich die Verhandlungspartner im Rat der Europäischen Union und dem Europäischen Parlament über eine Rechtstaatichkeits-Konditionalität für europäische Haushaltsmittel geeinigt (16. Dezember 2020). Dabei konnte sich das Europäische Parlament mit der Forderung nach einem strikteren und schnelleren Mechanismus durchsetzen. Mit einem Kompromissvorschlag konnte dann eine Einigung erzielt werden. Die Konditionalitätsverordnung ist am 1. Januar 2021 in Kraft getreten.
In Entschließungen im März, Juni und Juli 2021 verlangte Europäische Parlament von der Europäischen Kommission gegen die seit Jahren anhaltenden Verstöße gegen die Rechtsstaatlichkeit durch die rechtsgerichteten Regierungen von Polen und Ungarn zu handeln. Das Europäische Parlament drohte der Kommission auch, rechtliche Schritte wegen deren Untätigkeit einzuleiten. In der Plenardebatte am 5. Oktober 2020 hatten die Abgeordneten des Europäischen Parlaments bereits davor gewarnt, dass europäische Werte in Gefahr seien.
In der Plenardebatte des Europäischen Parlaments vom 16. Februar 2022 forderte die Präsidentin des Europäischen Parlaments, Roberta Metsola, mit der Mehrheit der  Mitglieder des Europäischen Parlaments, dass die Europäische Kommission den Konditionalitätsmechanismus nun endlich rasch anwenden soll. Die Europäische Kommission dagegen wollte zuerst Leitlinien zur Anwendung des Konditionalitätsmechanismus erarbeiten und diese veröffentlichen. Die Leitlinien wurden am 2. März 2022 veröffentlicht. Der europäische Rat hatte die Kommission auch zuvor dazu aufgefordert, die Anwendung der Konditionalitätsverordnung zu verschieben, damit Unionsmitgliedstaaten sie vor dem EuGH anfechten können. Das haben Polen und Ungarn am 11. März 2021 auch getan und am 16. Februar 2022 erging die letzte Entscheidung des EuGH in diesen Klagen.
Die erste Mitteilung der EU-Kommission im Rahmen des ausgelösten Konditionalitätsmechanismus wurde Ungarn am 27. April 2022 übermittelt. Der Informationsaustausch mit dem Mitgliedsstaat dauerte bis Mitte September. Am 18. September 2022 legte die EU-Kommission einen Vorschlag für einen Beschluss des Rates der EU vor. Anschließend prüften der Rat bzw. die Mitgliedsstaaten diese Bewertungen der Kommission. Am 12. Dezember 2022 empfahl der Ausschuss der Ständigen Vertreter der Mitgliedstaaten dem Rat der EU, einen Durchführungsbeschluss anzunehmen. Das bedeutet, dass eine qualifizierte Mehrheit der Mitgliedsstaaten Maßnahmen zum Schutz des Unionshaushalts vor Ungarn verhängen will.

## Rechtsgrundlage
Rechtsgrundlage für den Konditionalitätsmechanismus ist primär die sogenannte Konditionalitätsverordnung (Verordnung (EU, Euratom) 2020/2092), mit welcher Regeln festlegt wurden, die zum Schutz des Haushalt der Europäischen Union im Falle von Verstößen gegen die Grundsätze der Rechtsstaatlichkeit in den Unionsmitgliedstaaten als erforderlich angesehen wurden. Die Konditionalitätsverordnung wurde auf die „Haushaltsvorschrift“ des Artikel 322 Abs. 1 lit. a AEUV gestützt (Schutz des EU-Haushalts vor Beeinträchtigungen).
Diese Konditionalitätsverordnung wurde durch Leitlinien zum Konditionalitätsmechanismus (Konditionalitätsleitlinien) ergänzt, welche von der Europäischen Kommission veröffentlicht wurden.
Die Leitlinien sind Auslegungshilfe für die Konditionalitätsverordnung und orientieren sich derzeit insbesondere an den Vorgaben des Gerichtshofs der Europäischen Union (EuGH), insbesondere an den Entscheidungen Rs. C-156/21 und C-157/21. Durch diese Entscheidungen wurde die Rechtmäßigkeit des Mechanismus bestätigt.

## Funktion des Konditionalitätsmechanismus
Der Grundsatz der Solidarität ist ein Grundprinzipien des Unionsrechts. Der Grundsatz der Solidarität beruht auf dem gegenseitigen Vertrauen der Mitgliedstaaten darauf, dass die gemeinsamen Mittel aus dem Unionshaushalt verantwortungsvoll eingesetzt werden. Dieses gegenseitige Vertrauen wiederum beruht jedoch darauf, dass sich jeder einzelne Mitgliedstaat verpflichtet, die ihm nach Unionsrecht obliegenden Verpflichtungen zu erfüllen und die in Artikel 2 EUV verankerten Werte, zu denen auch der Wert der Rechtsstaatlichkeit zählt, ständig zu achten. Die Achtung der in Artikel 2 EUV genannten Werte durch einen Mitgliedstaat ist Voraussetzung für die Wahrnehmung aller Rechte, die sich aus der Anwendung der Verträge auf diesen Mitgliedstaat ergeben.
Ziel der Konditionalitätsverordnung bzw. des Konditionalitätsmechanismus ist der Schutz des Unionshaushalts im Falle von Verstößen gegen die Grundsätze der Rechtsstaatlichkeit in einem Mitgliedstaat.
Mit den durch die Konditionalitätsleitlinien ergänzte Konditionalitätsverordnung können die Zahlung von Haushaltsmitteln aus dem Budget der Europäischen Union an einen Unionsmitgliedstaat ausgesetzt werden, wenn
- in diesem Unionsmitgliedstaat
- einzelne oder systematische Verstöße[16]
- gegen die Grundsätze der Rechtsstaatlichkeit
- die wirtschaftliche Führung des Haushalts der Union oder
- den Schutz ihrer finanziellen Interessen (auch z. B., wenn die Erhebung der Eigenmittel der Union beeinträchtigt wird[17])

vorliegen. Beispiel: der Konditionalitätsmechanismus kann greifen, wenn die Unabhängigkeit der Gerichte in den Unionsmitgliedstaaten von der Regierung eines Unionsmitgliedstaates nicht ausreichend gewährleistet wird. Denn die Ziele der Europäischen Union, wie z. B. nach Art. 2[Anbieter/Datenbank unbekannt] EUV insbesondere die Achtung der Menschenwürde, Freiheit, Demokratie, Gleichheit und Rechtsstaatlichkeit, könnten bei der Finanzierung von Vorhaben nicht vollumfänglich gewährleistet sein, wenn es infolge mangelnder Unabhängigkeit mitgliedstaatlicher Gerichte an einer wirksamen gerichtlichen Kontrolle von Missständen fehlt. Auch eine mangelnde Bereitschaft zur Zusammenarbeit nationaler Behörden oder Einrichtungen mit der Europäischen Staatsanwaltschaft (EuStA) oder dem Europäischen Amt für Betrugsbekämpfung (OLAF) kann einen Grund für Maßnahmen im Rahmen der Konditionalitätsverordnung darstellen.
Der Konditionalitätsmechanismus kann nicht nur bei direkten Missbrauchsfällen von EU-Geldern (z. B. Korruption) angewendet werden, sondern auch bei systematischen Verletzungen von EU-Grundwerten (siehe z. B.: Art. 2 EUV), wie sie z. B. bei der Gefährdung der Unabhängigkeit der Justiz oder bei Einschränkungen von Rechtsmitteln vorliegen können. Der Konditionalitätsmechanismus kann auch angewendet werden, wenn die Gefahr bzw. ein durch nationale Maßnahmen ein ernsthaftes Risiko für eine Verletzung der Grundwerte / Grundprinzipien der EU bestehen könnte.
Der Konditionalitätsmechanismus wird durch eine qualifizierte Mehrheitsentscheidung des Rats  ausgelöst, wenn zuvor die EU-Kommission eine Verletzung der Grundwerte / Grundprinzipien festgestellt hat.

## Horizontaler Konditionalitätsmechanismus
In Artikel 4 Abs. 1 der Konditionalitätsverordnung wird normiert: Geeignete Maßnahmen sind zu ergreifen, wenn gemäß Artikel 6 festgestellt wird, dass Verstöße gegen die Grundsätze der Rechtsstaatlichkeit in einem Mitgliedstaat die wirtschaftliche Führung des Haushalts der Union oder den Schutz ihrer finanziellen Interessen hinreichend unmittelbar beeinträchtigen oder ernsthaft zu beeinträchtigen drohen. Dies wird als horizontaler Konditionalitätsmechanismus bezeichnet.

## Verhältnismäßigkeitsprinzip
Der Konditionalitätsmechanismus muss geeignet und erforderlich sein, um die festgestellten Probleme anzugehen und den Haushalt der Union oder die finanziellen Interessen der Union zu schützen, ohne über das zur Erreichung ihres Ziels erforderliche Maß hinauszugehen ( Verhältnismäßigkeitsprinzip).

## Ausnahmen
Die Europäische Kommission hat in ihren Konditionalitätsleitlinien festgelegt, dass sie den Konditionalitätsmechanismus nicht einleiten wird, wenn sie der Auffassung ist, dass andere in den Rechtsvorschriften der Union festgelegte Verfahren es ihr ermöglichen würden, den Haushalt der Union wirksamer zu schützen.

## Abgrenzung
Der Gerichtshof der Europäischen Union hat in den Rs. C-156/21 und C-157/21 festgestellt, dass der durch die Konditionalitätsverordnung eingeführte Konditionalitätsmechanismus nicht das in Artikel 7 EUV vorgesehene Verfahren umgeht. Auch, dass der Konditionalitätsmechanismus mit den Grenzen der Zuständigkeiten der Europäischen Union im Einklang steht.
Während das in Artikel 7 EUV vorgesehenen Verfahren dem Rat die Möglichkeit gibt, schwerwiegende und anhaltende Verletzungen eines jeden der gemeinsamen Werte (Artikel 2 EUV) zu ahnden (der Rat kann Empfehlungen abgeben oder einstimmig über Sanktionen gegen einen Mitgliedstaat entscheiden, einschließlich der Aussetzung bestimmter Mitgliedsrechte), um den betreffenden Unionsmitgliedstaat dazu anzuhalten, diese Verletzungen abzustellen, hat der Konditionalitätsmechanismus der Konditionalitätsverordnung primär das Ziel, den Haushalt der EU zu schützen.